# Аэд Посвящённый
А́эд Посвящённый (Аэд Ойрдниде, Аэд мак Нейлл, Айд мак Нилл; ирл. Áed Oirdnide, Áed mac Néill; умер в 819) — король Айлеха (788—819) и верховный король Ирландии (797—819). Первый монарх Ирландии, удостоившийся помазания на царство.

## Биография

### Ранние годы
Отцом Аэда был король Айлеха и Кенел Эогайн Ниалл Фроссах, в 763—770/778 годах также занимавший и престол Тары. Матерью будущего верховного короля Ирландии составленная в XII веке компиляция «Banshenchas» («О знаменитых женщинах») называет скончавшуюся в 799 году Дунфлайт (ирл. Dúnflaith), дочь короля Кенел Конайлл
Флатбертаха мак Лоингсига.
«Анналы четырёх мастеров» сообщают, что в 770 году король Ниалл Фроссах отрёкся от власти, однако историки предполагают, что формально он мог сохранять за собой титул верховного короля Ирландии до самой своей смерти в 778 году. Это мнение подтверждается сообщением более ранних «Анналов Ульстера», впервые только в этом году наделяющих титулом «король Тары» преемника Ниалла, короля Миде Доннхада Миди. В то же время престол Айлеха в 770 году перешёл к двоюродному брату Аэда, королю Маэл Дуйну мак Аэдо Аллайну.

### Король Айлеха

Ирландия в VIII — первой трети IX века

О жизни Аэда до 788 года ничего неизвестно. Только в этом году ирландские анналы сообщают о смерти Маэл Дуйна мак Аэдо Аллайна и получении титула короля Айлеха и главы Кенел Эогайн Аэдом.
Первый поход Аэда, о котором упоминают исторические источники, состоялся уже в 789 году. В его ходе в сражении около современного города Клейди он нанёс поражение поддерживаемому Доннхадом Миди королю Кенел Конайлл Домналлу мак Аэда Муйндейргу. Конфликт между двумя правителями был вызван борьбой за контроль над септом Кенел Эндай (ирл. Cenel nEndai), занимавшим стратегически важные земли в окрестностях современного Рафо. В результате этой победы Кенел Эндай окончательно перешёл под контроль королей Айлеха.
В 791 году Аэд выступил против самого верховного короля Ирландии. «Анналы Ульстера» сообщают, что во время очередного оэнаха в Тайльтиу Доннхад Миди оказался вовлечённым в серьёзный конфликт с духовенством, «обесчестив дом Иисуса и реликвии святого Патрика». Вероятно, воспользовавшись этим, некоторые из присутствовавших на собрании ирландских правителей объявили войну Доннхаду, однако в произошедшем здесь же сражении верховный король одержал полную победу. Аэд был вынужден отступить к Слейну и был здесь пленён, а Каталл мак Эндах, правитель айргиаллской династии Уи Кремтайн, и многие знатные лица погибли во время бегства. Описывая эти события, «Хроника Ирландии» наделяет Аэда эпитетом «Неуважающий отца» (др.‑ирл. Ingor), порицая короля Айлеха за то, что тот восстал против собственного тестя, на дочери которого, Эугинис, он был женат.
В 794 году Аэд совершил поход против айргиаллского септа Мугдорна Майген, находившегося в зависимости от королей Бреги из Сил Аэдо Слане. Установив над этими землями свою власть, король Айлеха получил дополнительную возможность поддерживать своих союзников, аббатов монастыря Арма.

### Верховный король Ирландии
После смерти 6 февраля 797 года Доннхада Миде в Ирландии началась борьба между претендентами на титул верховного короля. В ходе этой междоусобной войны Аэд разбил при Драмри войско, возглавлявшееся двумя братьями Доннхада, Диармайтом и Финснехтой, а также другим Финснехтой, сыном бывшего правителя Миде Фолламана мак Кон Конгалта из рода Кланн Холмайн Бикк. Сообщавшие об этом сражении «Анналы Ульстера» описывают победу Ада как месть за гибель своего дяди Аэда Аллана в битве с Домналлом Миди в 743 году. Позднее в этом же году Аэд вторгся в Миде и разорил это королевство. Это событие «Анналы Ульстера» называют началом правления Аэда как верховного короля Ирландии.
В 802 году, после смерти короля Миде Муйредаха мак Домнайлл Миди, Аэд совершил новый поход в это королевство, получил от местных правителей заложников и возвёл на престол сразу двух королей, сыновей Доннхада Миди Конхобара и Айлиля. Вероятно, разделив власть в этом королевстве между двумя соправителями, Аэд пытался ослабить своих противников из Кланн Холмайн, однако сделать это ему не удалось: уже в следующем году Конхобар разбил при Ратконнелле (около современного Маллингара) своего брата, который погиб в сражении, и снова сосредоточил в одних руках всю власть над королевством Миде.
В 804 году в королевской резиденции Аэда в Дун Куайр (около современного Энфилда) состоялась большая встреча представителей рода Уи Нейллов, к которому принадлежал и верховный король Ирландии. Здесь было осуществлено первое в истории Ирландии помазание на царство монарха этого острова. Эту церемонию провёл аббат Армы Кондмах мак Дуйб да Лейте (ирл. Condmach mac Duib dá Leithe). В память об этом событии Аэд получил своё прозвище — «Посвящённый». Здесь же, как предполагается, он объявил об отмене многовековой традиции, согласно которой, ирландские монастыри обязаны были поставлять воинов в войско верховного короля.
В этом же году Аэд впервые вступил в конфликт с Лейнстером, дважды в течение месяца разорив это королевство и заставив лейнстерского короля Финснехту Четырёхглазого объявить о своём подчинении власти верховного короля Ирландии. Возможно, это подчинение было лишь формальностью со стороны Финснехты, так как уже в 805 году Аэд лишил его престола, разделив власть в Лейнстере между Муйредахом мак Руадрахом из септа Уи Фаэлайн и Муйредахом мак Брайном из септа Уи Муйредайг. Финснехта нашёл убежище у короля Коннахта Муиргиуса мак Томмалтайга, который в 806 году помог изгнаннику вновь овладеть лейнстерским престолом.
В 806 году король Аэд провёл церемонию «провозглашения закона святого Патрика», таким образом официально объявив себя покровителем монашеской общины Армы.
В 808 году король Миде Конхобар мак Доннхада провозгласил себя новым верховным королём Ирландии. Вступив в союз с коннахтским правителем Муйргиусом мак Томмалтайгом, он с войском пришёл в Тайльтиу, место проведения общеирландских оэнахов. Этот поход стал для коннахтцев первым с VI века вооружённым вступлением на территорию королевства Миде. Здесь Конхобар и Муйргиус провели три дня, что по понятиям того времени означало лигитимизацию прав короля Миде на титул верховного правителя Ирландии. Однако приближение к Тайльтиу армии короля Аэда заставило союзников обратиться в бегство. Преследуя отступавших, верховный король Ирландии дошёл до владений Конхобара и разорил приграничные земли Миде к востоку от реки Шаннон.
Незадолго до смерти короля Финснехты Четырёхглазого, скончавшегося в 808 году, король Аэд Посвящённый снова воевал с Лейнстером. Хотя сначала ему удалось разграбить несколько селений (включая и монастыри), затем он потерпел от лейнстерцев поражение на отмелях реки Лиффи.
В 809 году Аэд также совершил поход в Ульстер, разбил войско короля Эохайда мак Фиахная и опустошил земли от Банна до Странгфорд-Лоха. Вероятно, это была месть верховного короля Ирландии за убийство ульстерцами Данху (ирл. Dúnchú), аббата монастыря в Талльлиске (англ. Tallylisk; около современного Банбриджа).
В 811 году между Аэдом и ирландским духовенством произошёл серьёзный конфликт из-за разорения монастыря Таллахт, совершённого королём во время похода против Лейнстера в 809 году. По призыву общины этой обители большинство ирландских владетелей и клириков бойкотировали проведение созванного Аэдом в этом году оэнаха в Тайльтиу. Только выплата верховным королём большой компенсации Таллаху положила конец этому конфликту.
В течение первой половины правления Аэда Посвящённого как верховного короля Ирландия неоднократно подвергалась нападениям викингов. Уже в 798 году ими была сожжена церковь Святого Патрика на одноимённом острове в районе современного Скерриса, в 802 и 806 годах разграблению подверглось аббатство Айона, а 807 году было осуществлено нападение на северное и западное побережья Ирландии. Эти вторжения непосредственно не затрагивали айлехских владений короля Аэда, поэтому он ни разу не участвовал в военных действиях против норманнов, в то время как в 811—813 годах ирландским правителям из Ульстера и Мунстера удалось нанести викингам несколько тяжёлых поражений. За период 814—820 годов ирландские анналы ни разу не сообщают об атаках норманнов на остров. Историки видят причину этого в усилении королевской власти Аэда Просвящённого, что вынудило викингов сосредоточить своё внимание на нападениях на земли Дал Риады и Фортриу.
Убийство в 815 году одного из братев Аэда, Колмана мак Нейлла, представителями Кенел Конайлл стало поводом для совершения верховным королём Ирландии ещё одного похода против своих врагов.
Новый конфликт между Аэдом и духовенством разразился в 817 году. По свидетельству «Анналов Ульстера», в этом году монахи аббатства Айона пришли в Тару, где провели церемонию отлучения от церкви верховного короля Ирландии, обвинив его в организации убийства Маэл Дуйна мак Кенн Фаэлада, настоятеля дочернего монастыря Айоны в Рафо. Вероятно, это убийство произошло во время похода Аэда в Миде, совершённого два года назад. Ирландские анналы также сообщают, что в 818 году от преследований со стороны Аэда был вынужден бежать Куану, аббат монастыря в Лауте, который, захватив мощи святого Мохты, нашёл убежище в мунстерском Лисморе.
После смерти в 818 году лейнстерского короля Муйредаха мак Брайна, правившего совместно с Муйредахом мак Руадрахом, Аэд Посвящённый совершил новый поход в Лейнстер. Верховный король Ирландии собрал в пограничном с Лейнстером селении Дун Куайр войско, вторгся во владения Муйредаха и объявил о передаче престола неназванным в анналах по именам «внукам Брана Ардхенна». Точно не установлено, кто конкретно был выдвинут Аэдом в правители Лейнстера. Однако известно, что все внуки Брана в то время были ещё несовершеннолетними, что, вероятно, и не позволило им долго удерживать в своих руках лейнстерский престол. Изгнание с престола Муйредахом мак Руадрахом ставленников Аэда, а также убийство в 818 году лейнстерцами аббата монастыря в Килморе, привели в 819 году к очередному вторжению верховного короля в Лейнстер. Несмотря на то, что во время этого похода Аэд разорил множество селений от Куалу до Глендалоха, лейнстерский правитель Муйредах мак Руадрах смог сохранить за собой единоличную власть над королевством.
Вскоре после этого король Аэд скончался в селении Ат да Ферт (ирл. Áth dá Ferta) в современном графстве Лаут. Преемником Аэда на престоле Тары стал король Миде Конхобар мак Доннхада, а власть в Айлехе получил двоюродный племянник умершего монарха, Мурхад мак Маэл Дуйн.
Современные историки считают, что в правление Аэда Посвящённого произошло значительное усиление власти верховного короля Ирландии. Этот факт нашёл отражение в одной из средневековых рукописей, в которой Аэд первым из верховных королей был наделён титулом «король Ирландии». Об Аэде как короле всей Ирландии сообщают и франкские «Кратчайшие анналы Рейхенау», составленные в середине IX века каким-то выходцем с Британских островов. Также одним из доказательств усиления влияния верховного короля Ирландии в начале IX века историки считают установление дипломатических связей «королей скоттов» с императором Карлом Великим, о чём известно из сочинения Эйнхарда «Жизнь Карла Великого». Вероятно, что одним из этих неназванных по именам правителей мог быть и Аэд Посвящённый.

### Семья
«Анналы Ульстера» сообщают, что супругой Аэда Посвящённого была Эугинис (умерла в 802), дочь верховного короля Ирландии Доннхада Миди. В то же время «Banshenchas» называет матерью сына Аэда Ниалла Калле (погиб в 846) Медб, дочь короля Коннахта Индрехтаха мак Муйредайга.
Кроме Ниалла, король Аэд был отцом ещё одного сына и дочери:
- Маэл Дуйн мак Аэда (не позднее 855) — король Айлеха (846 — не позднее 855)
- Ланд — жена короля Миде и верховного короля Ирландии Конхобара мак Донхады (умер в 833)